# Stora Källtjärnen
Stora Källtjärnen är en sjö i Lindesbergs kommun i Västmanland och ingår i Norrströms huvudavrinningsområde. Sjön är 16,5 meter djup, har en yta på 0,0952 kvadratkilometer och befinner sig 296,3 meter över havet.

## Delavrinningsområde
Stora Källtjärnen ingår i det delavrinningsområde (664476-146424) som SMHI kallar för Inloppet i Kölsjön. Medelhöjden är 301 meter över havet och ytan är 42,72 kvadratkilometer. Det finns inga avrinningsområden uppströms utan avrinningsområdet är högsta punkten. Kölsjöån som avvattnar avrinningsområdet har biflödesordning 3, vilket innebär att vattnet flödar genom totalt 3 vattendrag innan det når havet efter 252 kilometer. Avrinningsområdet består mestadels av skog (88 procent). Avrinningsområdet har 1,83 kvadratkilometer vattenytor vilket ger det en sjöprocent på 4,3 procent.